# Ponte Ferroviária de Asseca
A Ponte Ferroviária de Asseca é uma ponte metálica da Linha do Norte sobre o rio Maior, no município do Santarém, em Portugal.

## História
O lanço da Linha do Norte entre Virtudes e a Ponte de Asseca entrou ao serviço em 29 de Junho de 1858, enquanto que o troço seguinte, até Santarém, abriu em 1 de Julho de 1861.